# Lady of Ice
Lady of Ice è un singolo del cantante tedesco Fancy, pubblicato nel 1986 come secondo estratto dal secondo album in studio Contact.

## Tracce
7" – 885 409-7 (Germania)
- Lato A

1. Lady of Ice – 4:20

- Lato B

1. Transmutation (Instrumental) – 4:20

12" – 885 409-1 (Germania)
- Lato A

1. Lady of Ice – 5:00

- Lato B

1. Transmutation (Instrumental) – 4:20

## Classifiche

### Classifiche settimanali
| Classifica (1986–1987) | Posizione massima |
| ---------------------- | ----------------- |
| Germania Ovest         | 13                |
| Svezia                 | 17                |
| Svizzera               | 18                |